# Croada de Bòsnia
La Croada de Bòsnia va ser una croada llançada contra una heretgia no especificada realitzada entre el 1235 i el 1241. En escènica, va ser un intent del Regne d'Hongria de conquerir el Banat de Bòsnia, acció que va ser sancionada com una croada. Liderats per Coloman, els croats van conquerir zones perifèriques del país, acompanyats per membres de l'Orde dels Predicadors o dominics, que van erigir una catedral i van executar a la foguera algunes persones que consideraven «heretges».
La croada va acabar de manera abrupta quan Hongria va ser envaïda pels tàtars. Els croats es van veure obligats a retirar-se per fer front als seus propis invasors. La majoria d'ells hi va morir, inclòs el seu capitost, Coloman. Posteriorment, diversos papes van decretar noves croades contra Bòsnia, però no se'n van fer cap més. L'intent fallit d'aquesta croada va provocar desconfiança i odi contra els hongaresos entre la població bòsnia, sentiment que es va mantenir durant segles.

## Antecedents
Al llarg de la història s'havien sol·licitat diverses croades contra Bòsnia, un país que havia estat acusat d'estar infestat d'heretges tant per la resta de l'Europa catòlica com pels seus veïns ortodoxes. La primera croada va ser avortada l'abril de 1203, quan els bosnians, liderats per Ban Kulin, van comprometre's a practicar el cristianisme segons el ritu romà catòlic, i van reconèixer la supremacia espiritual del papa. Kulin també va reafirmar la supremacia secular dels reis d'Hongria sobre Bòsnia. Tot i així, la independència de l'Església bosniana i del Banat de Bòsnia van continuar creixent.
Quan la croada albigesa, dirigida contra els càtars, es trobava en el seu apogeu, durant la dècada de 1220, va començar a corre el rumor que un «antipapa càtar», conegut com a Nicetes, es trobava a Bòsnia. No s'ha confirmat si aquest personatge mai va existir, però els hongaresos van aprofitar aquest rumor per reclamar la suzerania de Bòsnia, que cada vegada era més independent. Els bosnians van ser acusats de simpatitzar amb el bogomilisme, una secta cristiana molt relacionada amb el catarisme i, com aquest, de caràcter dualista. El 1221, finalment, aquesta preocupació va provocar que Honori III promulgués una croada contra els «heretges» bosnians. Aquesta proclama la va repetir el 1225, però certs problemes interns van prevenir als hongaresos d'hi respondre.
El successor d'Honori III, Gregori IX, va acusar el propi bisbe catòlic de Bòsnia de donar refugi als heretges, així com d'analfabetisme, simonia, ignorància de la fórmula baptismal, i d'incapacitat per celebrar una missa i els sagraments. El bisbe va ser deposat el 1233 i reemplaçat per un prelat dominic alemany, Johannes von Wildeshausen, el primer bisbe de Bòsnia que no era bosnià. El mateix any, el ban Matej Ninoslav va abandonar una heretgia sense especificar, però aquesta acció no va satisfer el Gregori IX.

## Conflicte
El 1234, Gregori IX va emetre una nova crida a la croada, i en aquest cas els hongaresos van respondre immediatament. Tot i que és possible que els bosnians haguessin fracassat en els seus intents per alinear-se amb Roma, la croada va servir com una excusa perfecte pels hongaresos per expandir la seva autoritat. Gregori va prometre indulgència als croats i va confiar a Coloman, fill petit d'Andreu II i germà de Béla IV, el lideratge de les accions militars. Coloman i els seus seguidors van quedar sota la protecció de la Santa Seu. A les cartes que el papa va enviar a Coloman i al bisbe de Bòsnia, no es precisaven els enemics o la regió que havien de ser atacades. S'hi parlava d'«Eslavònia», i les «terres de Bòsnia» només en una lletra al bisbe. Està àmpliament acceptat que, per Eslavònia, el papa es referia a Bòsnia i els seus voltants, les terres dels eslaus o, fins i tot, la pròpia Eslavònia. El fet que el bisbe de Bòsnia en va ser informat, no obstant, deixa clar que Bòsnia era un dels objectius de la croada. L'acció, no obstant, es va realitzar contra els bosnians en general, tot i que només s'esmentaven els heretges; s'explicita en una font que la croada anava dirigida contra els dualistes.
Els combats es van iniciar el 1235, però l'exèrcit hongarès no va arribar fins a territori bosnià tres anys més tard. El retard podria ser conseqüència de la resistència popular sorgida a les regions septentrionals del país, concretament a Soli, on les condicions muntanyoses del terreny van ajudar a molts suposats heretges a defensar-se dels croats. L'agost de 1236, e Gregori IX va ordenar als croats a no infligir cap mal a Sibislav, familiar de Matej Ninoslav, aleshores knez d'Usora, o a la seva mare, ja que eren «bons catòlics» entre la noblesa heretge, «lliris entre espines». Vrhbosna, aparentment, va caure el 1238, quan els dominics que seguien als croats van construir una catedral. La croada va ser incapaç´d'ocupar tot Bòsnia, no obstant, i Ninoslav va continuar actuant com a ban del país durant tot el conflicte al centre del seu reialme, on els dominics mai hi van posar un peu. L'orde va prendre el control de l'Església Catòlica de Bòsnia, que va passar a estar liderada per un nou bisbe, un hongarès anomenat Ponsa. Els dominics van enregistrar que alguns heretges van morir a la foguera, però sembla que no van descobrir res sobre la naturalesa de la seva heretgia. Els croats no van reeixir passar més al sud de Zahumlje o van intentar fer-ho.

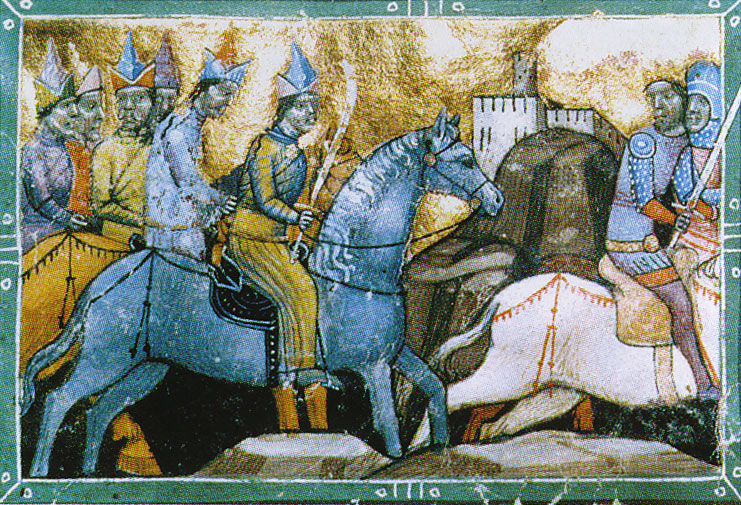
Hongaresos fugint dels invasors mongols

Finalment, el 1241, la invasió mongola d'Europa va salvar Bòsnia. Els tàtars, dirigits per Batu Khan, després d'haver subjugat i devastat la Rus de Kíev, van envair Hongria. Les forces hongareses es van veure obligades a retirar-se de Bòsnia i a fer front als seus propis invasors. La majoria del seu exèrcit va ser aniquilat durant la batalla de Mohi. Coloman, comandant dels croats, va ser un dels qui hi va morir. Els tàtars van saquejar la Dalmàcia, Croàcia, Zeta, Sèrbia i Bulgària. Els seu atac va ser desastrós per tots els estats dels Balcans menys per Bòsnia. Els croats van ser aniquilats i mai van tornar. Bòsnia va recuperar els territoris que havia perdut durant el conflicte amb els hongaresos i va mantenir el seu nivell d'independència.

## Fets posteriors i llegat
L'amenaça d'una nova persecució religiosa va reaparèixer a Bòsnia pocs anys després de la guerra. El papa Innocenci IV va reeixir a motivar els hongaresos per fer una nova croada a final del 1246 i durant el 1247. Ninoslav, no obstant, va exposar que només s'havia associat amb heretges per defensar Bòsnia dels invasors hongaresos. Sembla que va convèncer el papa Innocenci, el qual va suspendre la croada el març de 1248.
Els anys 1337-38 i el 1367, els papes Benet XII i Urbà V, respectivament, van predicar croades contra Bòsnia novament, però en circumstàncies polítiques dràsticament diferents. Hongria estava regida per una nova dinastia, els Capets d'Anjou, que donaven suport als dirigents de la dinastia Kotromanić que governava Bòsnia. El rei Carles Robert va arribar a declarar que qualsevol hongarès que ataqués Bòsnia, governada pel seu amic Esteve II, seria considerat un traïdor. L'únic impacte significant que va tenir la croada bosniana, finalment, va ser un augment del sentiment anti-hongarès entre els bosnians, factor que va contribuir a la conquesta otomana de Bòsnia i Hercegovina el 1463 i que va perdurar en el temps.